# Bing Russell
Neil Oliver „Bing“ Russell (* 5. Mai 1926 in Brattleboro, Vermont; † 8. April 2003 in Thousand Oaks, Kalifornien) war ein US-amerikanischer Schauspieler. Der spätere Besitzer eines Baseballclubs war der Vater von Kurt Russell.

## Leben
Russell war zunächst Baseballprofi, hatte aber bereits in der Highschool Schauspiel belegt und begann 1951 seine Film- und Fernsehkarriere. In den ersten Jahren hatte er sehr kleine Rollen und meist wurde er im Abspann nicht genannt, so im Film-noir-Klassiker Rattennest sowie im Horrorfilm-Klassiker Tarantula. Bald fokussierte er sich auf das Westerngenre; so war er in fast allen erfolgreichen Westernserien der 1950er und 1960 wie Rauchende Colts, Westlich von Santa Fé, Die Leute von der Shiloh Ranch und Tausend Meilen Staub zu sehen. Bekannt beim weltweiten Fernsehpublikum wurde er durch seine Rolle des Deputy Clem Foster in Bonanza, die er zwischen 1961 und 1972 in 55 Episoden spielte. Außerdem trat er in Westernklassikern wie Rio Bravo und Die glorreichen Sieben in Nebenrollen auf. In den 1970er Jahren war er überwiegend in Gastrollen in verschiedenen Fernsehserie zu sehen; zudem trat er an der Seite seines Sohnes Kurt Russell in den Disney-Produktionen Superhirn in Tennisschuhen und Es kracht – es zischt – zu seh’n ist nischt auf. 1979 war er in John Carpenters Filmbiografie Elvis – The King als Vernon Presley zu sehen, dem Vater von Elvis Presley, dargestellt von seinem Sohn Kurt. Er trat in den 1980er Jahren noch in einigen Filmprojekten seines Sohnes auf, hatte seinen Fokus vom Schauspiel jedoch wieder auf den Sport verlegt.
Bing Russell war Besitzer der Baseball-Mannschaft Portland Mavericks, die in der Minor League antrat. Seine Enkel sind der ehemalige Major League Baseballspieler Matt Franco sowie der Schauspieler und frühere Eishockeyspieler Wyatt Russell.

## Filmografie (Auswahl)

### Film
- 1953: Big Leaguer
- 1955: Rattennest (Kiss Me Deadly)
- 1955: Tarantula
- 1957: Zwei rechnen ab (Gunfight at the O.K. Corral)
- 1959: Rio Bravo
- 1959: Der letzte Zug von Gun Hill (Last Train from Gun Hill)
- 1959: Der letzte Befehl (The Horse Soldiers)
- 1960: Die glorreichen Sieben (The Magnificent Seven)
- 1964: Cheyenne (Cheyenne Autumn)
- 1965: Vierzig Wagen westwärts (The Hallelujah Trail)
- 1966: Billy the Kid vs. Dracula
- 1967: Käpt’n Blackbeards Spuk-Kaschemme (Blackbeard’s Ghost)
- 1968: Ein toller Käfer (The Love Bug)
- 1969: Superhirn in Tennisschuhen (The Computer Wore Tennis Shoes)
- 1972: Es kracht – es zischt – zu seh’n ist nischt (Now You See Him, Now You Don’t)
- 1987: Overboard – Ein Goldfisch fällt ins Wasser (Overboard)
- 1988: Sunset – Dämmerung in Hollywood (Sunset)
- 1989: Tango und Cash (Tango & Cash)
- 1990: Dick Tracy

### Fernsehen
- 1956: Rauchende Colts (Gunsmoke)
- 1957: Maverick
- 1958: Have Gun – Will Travel
- 1959: Bronco
- 1959: Westlich von Santa Fé (The Rifleman)
- 1959: Johnny Ringo
- 1959: Black Saddle
- 1960: Am Fuß der blauen Berge (Laramie)
- 1961–1972: Bonanza
- 1962: Die Leute von der Shiloh Ranch (The Virginian)
- 1962: Tausend Meilen Staub (Rawhide)
- 1965: Big Valley (The Big Valley)
- 1972: Alias Smith und Jones (Alias Smith and Jones)
- 1973: Die Straßen von San Francisco (The Streets of San Francisco)
- 1974: Detektiv Rockford – Anruf genügt (The Rockford Files)
- 1976: Unsere kleine Farm (Little House on the Prairie)
- 1976: Der Sieg seines Lebens (The Loneliest Runner)
- 1979: Elvis – The King (Elvis, Fernsehfilm)